# 2. československá hokejová liga 1965/1966
2. československá hokejová liga 1965/1966 byla 13. ročníkem československé druhé nejvyšší hokejové soutěže.

## Systém soutěže
Soutěže se účastnilo 32 týmů rozdělených do čtyř skupin po 8 týmech. Ve skupině se utkaly týmy čtyřkolově každý s každým (celkem 28 kol). Vítězové skupin postoupili do kvalifikace o nejvyšší soutěž. Do nejvyšší soutěže postoupil pouze vítěz kvalifikace.
Týmy na posledních místech jednotlivých skupin sestoupily do příslušného krajského přeboru.

## Základní část

### Skupina A
| Poř. | Tým                       | Z  | V  | R | P  | VG  | OG  | B  |
| ---- | ------------------------- | -- | -- | - | -- | --- | --- | -- |
| 1.   | TJ VTŽ Chomutov           | 28 | 23 | 2 | 3  | 155 | 53  | 48 |
| 2.   | TJ Motor České Budějovice | 28 | 23 | 0 | 5  | 177 | 88  | 46 |
| 3.   | TJ Slavia Praha           | 28 | 18 | 0 | 10 | 121 | 84  | 36 |
| 4.   | VTJ Dukla Liberec         | 28 | 13 | 4 | 11 | 105 | 104 | 30 |
| 5.   | TJ Slavia Karlovy Vary    | 28 | 12 | 3 | 13 | 98  | 124 | 27 |
| 6.   | TJ CHZ ČSSP Litvínov B    | 28 | 7  | 1 | 20 | 90  | 148 | 15 |
| 7.   | TJ Bohemians ČKD Praha    | 28 | 7  | 1 | 20 | 93  | 165 | 15 |
| 8.   | TJ Spartak LZ Plzeň B     | 28 | 2  | 3 | 23 | 57  | 130 | 7  |

### Skupina B
| Poř. | Tým                            | Z  | V  | R | P  | VG  | OG  | B  |
| ---- | ------------------------------ | -- | -- | - | -- | --- | --- | -- |
| 1.   | TJ Spartak Motorlet Praha      | 28 | 20 | 2 | 6  | 142 | 62  | 42 |
| 2.   | VTJ Dukla Litoměřice           | 28 | 20 | 0 | 8  | 163 | 73  | 40 |
| 3.   | TJ Spartak Tatra Kolín         | 28 | 13 | 6 | 9  | 109 | 110 | 32 |
| 4.   | TJ Spartak ZVÚ Hradec Králové  | 28 | 13 | 3 | 12 | 130 | 114 | 29 |
| 5.   | TJ Spartak AZNP Mladá Boleslav | 28 | 11 | 5 | 12 | 103 | 106 | 27 |
| 6.   | TJ Spartak Třebíč              | 28 | 10 | 2 | 16 | 86  | 125 | 22 |
| 7.   | TJ Jiskra Havlíčkův Brod       | 28 | 9  | 3 | 16 | 75  | 107 | 21 |
| 8.   | TJ Stadion Liberec             | 28 | 3  | 5 | 20 | 52  | 167 | 11 |

### Skupina C
| Poř. | Tým                                     | Z  | V  | R | P  | VG  | OG  | B  |
| ---- | --------------------------------------- | -- | -- | - | -- | --- | --- | -- |
| 1.   | TJ VŽKG Ostrava                         | 28 | 25 | 0 | 3  | 171 | 39  | 50 |
| 2.   | TJ Slezan OSP Opava                     | 28 | 20 | 2 | 6  | 169 | 73  | 42 |
| 3.   | TJ Moravia DS Olomouc                   | 28 | 15 | 2 | 11 | 105 | 111 | 32 |
| 4.   | TJ Spartak Královopolská strojírna Brno | 28 | 15 | 1 | 12 | 113 | 95  | 31 |
| 5.   | TJ Baník OKD Ostrava                    | 28 | 11 | 3 | 14 | 99  | 99  | 25 |
| 6.   | TJ Železárny Prostějov                  | 28 | 11 | 3 | 14 | 85  | 126 | 25 |
| 7.   | TJ Slovan Hodonín                       | 28 | 7  | 1 | 20 | 70  | 148 | 15 |
| 8.   | TJ Gottwaldov B                         | 28 | 2  | 0 | 26 | 59  | 180 | 4  |

### Skupina D
| Poř. | Tým                                  | Z  | V  | R | P  | VG  | OG  | B  |
| ---- | ------------------------------------ | -- | -- | - | -- | --- | --- | -- |
| 1.   | VTJ Dukla Trenčín                    | 28 | 20 | 1 | 7  | 129 | 74  | 41 |
| 2.   | TJ Iskra Smrečina Banská Bystrica    | 28 | 14 | 7 | 7  | 115 | 97  | 35 |
| 3.   | TJ ZVL Žilina                        | 28 | 16 | 2 | 10 | 119 | 90  | 34 |
| 4.   | TJ Lokomotíva Vagónka Stavbár Poprad | 28 | 13 | 3 | 12 | 114 | 108 | 29 |
| 5.   | VTJ Dukla Nitra                      | 28 | 12 | 4 | 12 | 120 | 101 | 28 |
| 6.   | TJ Iskra Liptovský Mikuláš           | 28 | 13 | 1 | 14 | 114 | 92  | 27 |
| 7.   | TJ Slovan CHZJD Bratislava B         | 28 | 11 | 1 | 16 | 98  | 128 | 23 |
| 8.   | TJ Jednota Trenčín                   | 28 | 3  | 1 | 24 | 62  | 181 | 7  |

Týmy TJ VTŽ Chomutov, TJ Spartak Motorlet Praha, TJ VŽKG Ostrava a VTJ Dukla Trenčín postoupily do kvalifikace o nejvyšší soutěž, kterou vyhrál tým TJ VŽKG Ostrava a postoupil tak do nejvyšší soutěže.
Týmy TJ Spartak LZ Plzeň B, TJ Stadion Liberec, TJ Gottwaldov B a TJ Jednota Trenčín sestoupily do příslušného krajského přeboru.